# Пулины
Пулины (укр. Пулини; прежние названия — Чертолесы, Червоноарме́йск) — посёлок в Житомирском районе Житомирской области Украины. Административный центр Пулинской территориальной общины, а также Пулинского поселкового совета. Поселок известный, как столица изобразительного искусства Украины.

## Географическое положение
Пулины находятся в 47 км от Житомира.

## История
Впервые упоминается в середине XII веке под названием Чертолесы. Это очень древний населенный пункт на древлянской земле. В летописях говорится, что существовал так называемый «Чёртов лес», откуда и происходит название поселения. Лес с таким названием занимал Емильчинский район и часть Пулинского. Назван так из-за непроходимых чащ, болот, завалов отмирающих деревьев. Исторические памятники и документы свидетельствуют о том, что Чертолесы находились на одном из старинных путей, которые вели из Киева на западные земли, который проходил из Киева на Житомир, через Каменку, Вильск, Старую Александровку, Чертолесы, Соколов в Новоград-Волынский. В архиве Юго-Западной Руси этот путь назван как «страшная Батыева дорога» (по ней монголо-татары вели пленных, везли награбленное имущество), в народе эта дорога и сейчас называется Старым шляхом.
С XIV века поселение принадлежало окрепшему Литовскому княжеству, а с XVI — польским феодалам. О том, что к началу XVI века населенный пункт назывался Чертолесы, свидетельствуют документы.
Сведения об этом находим в многотомном сборнике Яблонского «Жідла дійова» (том 13, Варшава, 1897 г.). Это подтверждает и польский краеведческий журнал «Кознік волинські» (том 3, 1939 г.).
В 1578 году поселение упоминается под другим названием — Пулины.
В XVIII веке крестьяне Пулина участвовали в восстаниях против польских магнатов. В 1702—1704 годы в восстании Палия, в Пулинах поднялись на борьбу казаки и крестьяне с сотником Коваленко. В восстании 1768 года, получившем название Колиивщина, активными участниками были жители Пулин П. Коновалов, П. Шанин, Г. Нечай с сыном. В кодненской книге судебных дел их имена занесены в число казнённых.
Во второй половине XVIII века Пулины принадлежали Киевскому хорунжему Яну Ганскому и его жене Софии из рода Скорупок.

### 1793—1917
После второго раздела Речи Посполитой в 1793 году в составе Правобережной Украины село Пулины вошло в состав Российской империи и было включено в Житомирский уезд Волынской губернии.
В 1796 году С. Ганская основала в Пулинах приходской костёл Св. Яна Непомуцкого, к которому принадлежали часовни в Баранах, Покостовце, Давыдовке и Щербинах.
В 1811 году владелец села Вацлав Ганский был избран главой местного дворянства, после чего основал близ Пулин село Вацлавполь (ныне Ясная Поляна), в которое переселил из окрестных сел всех староверов, а также перенес свою резиденцию из Пулин в Верховню.
Жители Пулин занимались земледелием, ремеслом, торговлей. Крепостные крестьяне работали на барщине. В 1845 году, когда Николай I, совершая поездку в Брест-Литовский, остановился в Пулинах, крестьяне передали ему жалобу на местного пана Качковского.
В октябре 1846 года через Пулины дважды проезжал Тарас Шевченко, который был направлен киевским генерал-губернатором Д. Г. Бибиковым в Киевскую, Подольскую и Волынскую губернии, чтобы записать легенды, предания, древние акты, рассказы о курганах, исторических памятников.
После отмены крепостного права в 1861 году в Пулинах ускорилось развитие ремёсел и промышленности. Здесь действовали свечной завод, фабрика гнутой мебели, две слесарные мастерские и спичечная фабрика.
В 1870 в Пулинах насчитывалось 130 дворов и 390 жителей.
По состоянию на 1885 здесь, в центре Пулинской волости, насчитывалось 71 дворовое хозяйство и 552 жителя, действовали костел, католическая часовня, синагога, еврейский молитвенный дом, школа, 2 постоялых дома, торговая баня, лавка, колбасный завод, происходили базары по воскресеньям и 2 ярмарки в год.
В 1898 году здесь насчитывалось около 1000 жителей.

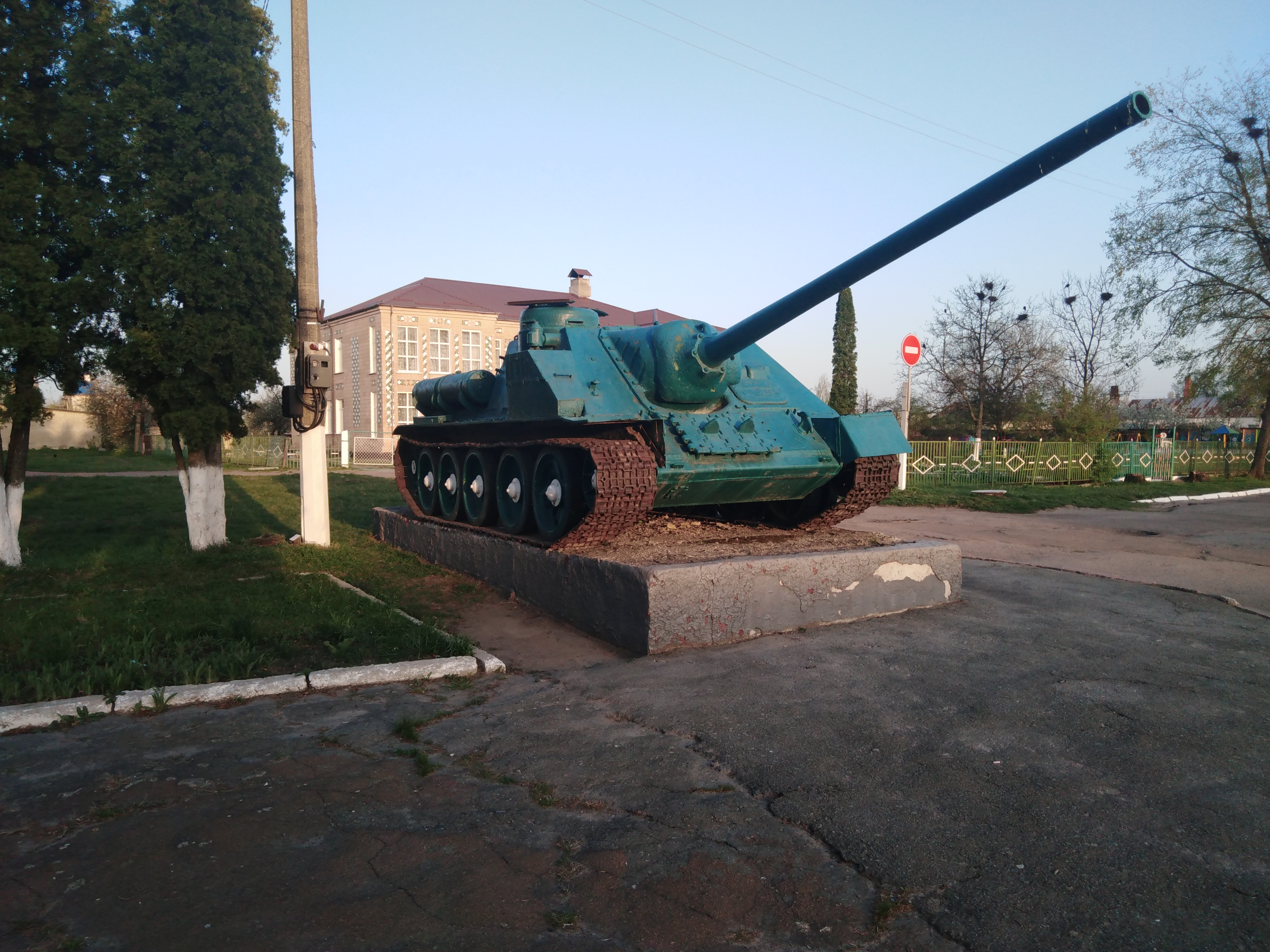
Памятник танкистам освободителям города

В начале XX века в Пулины вступили в строй чугунолитейный завод, паровая мельница, два пивоваренных завода и кирпичный завод (где, кроме кирпича, производили черепицу и глиняную посуду).
Развитие промышленности способствовало росту численности населения. В 1899—1914 количество жителей выросло на 2,5 тысячи. Накануне первой мировой войны в Пулинах насчитывалось 4630 человек.

### 1918—1991
В январе 1918 года здесь была установлена Советская власть, в дальнейшем во время гражданской войны Пулины были оккупированы наступавшими немецкими войсками и длительное время находились в зоне боевых действий, которые закончились в июне 1920 года восстановлением Советской власти. 4 ноября 1921 во время Ноябрьского рейда через Пулины прошла Подольская группа армии УНР (командующий Сергей Чёрный).
3 октября 1935 года постановлением Президиума ЦИК СССР Пулин был переименован в Червоноармейск.
В ходе Великой Отечественной войны 10 июля 1941 года селение оккупировали наступающие немецкие войска, но 29 декабря 1943 года он был освобождён войсками 60-й армии. 447 жителей Червоноармейска воевали в РККА. 207 из них не вернулись с фронта, 240 были награждены государственными наградами СССР (И. А. Тузюк стал кавалером ордена Ленина).
В 1957 году здесь действовали инкубаторно-птицеводческая станция, мельница, средняя школа и Дом культуры.
29 мая 1967 года селу был присвоен статус посёлка городского типа.
В 1978 году здесь действовали кирпичный завод, завод по производству мясокостной муки, пищекомбинат, инкубаторно-птицеводческая станция и историко-краеведческий музей.
В 1985 году здесь действовали кирпичный завод, завод по изготовлению мясокостной муки, льнообрабатывающий завод, хлебный завод, комбикормовый завод, райсельхозтехника, райсельхозхимия, межколхозная строительная организация, комбинат бытового обслуживания, сельское ПТУ, две общеобразовательных школы, музыкальная школа, больница, два Дома культуры, 3 клуба, 6 библиотек и историко-краеведческий музей.

### После 1991
В мае 1995 года Кабинет министров Украины утвердил решение о приватизации находившихся здесь льноперерабатывающего завода, райсельхозхимии и райсельхозтехники.
В июле 2008 года министерство аграрной политики Украины утвердило решение о остановке завода по производству мясокостной муки.
4 февраля 2016 года Верховная Рада Украины переименовала посёлок в Пулины.

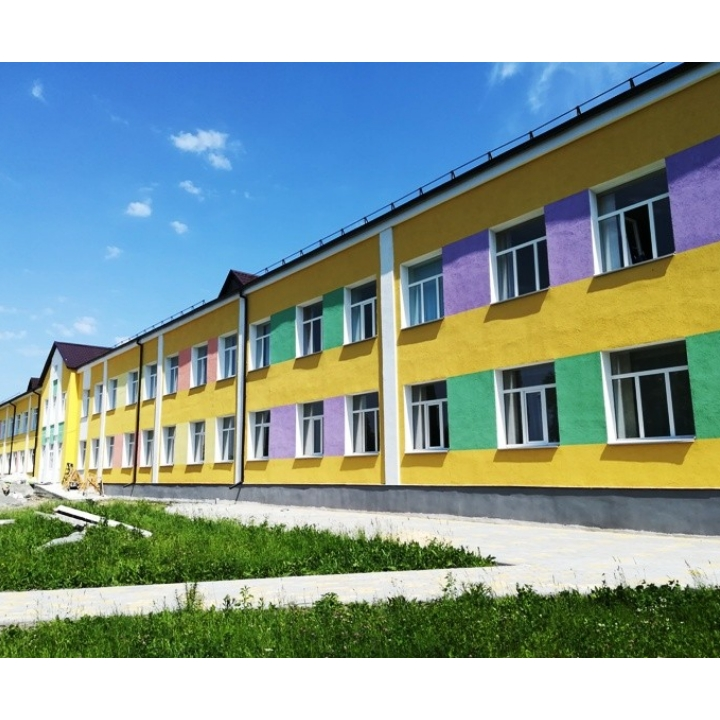
Школа

В посёлке действуют районная больница, предприятия пищевой промышленности и общеобразовательная школа.
Есть Монумент славы.

## Население
В январе 1989 года численность населения составляла 5396 человек.

### Языковой состав
Родной язык населения по данным переписи 2001 года:
| Язык       | Численность, чел. | Доля     |
| ---------- | ----------------- | -------- |
| Украинский | 5 250             | 98,63 %  |
| Русский    | 69                | 1,29 %   |
| Другие     | 4                 | 0,08 %   |
| Итого      | 5 323             | 100,00 % |

## Транспорт
В 15 км от Пулин находится железнодорожная станция Курное.

## Известные уроженцы
- А. А. Герке (1812—1870) — российский пианист и музыкальный педагог.
- Вячеслав (Лисицкий) (1893—1952) — епископ Северо-Американская митрополии, епископ Питтсбургский и Западно-Вирджинский.
- И. Т. Дубина — полный кавалер ордена Славы, один из героев книг «Солдатская слава» и «Звезды солдатской славы».